# 中华人民共和国制药业
中華人民共和國製藥業（英語：Pharmaceutical industry in China）指在中華人民共和國的製藥產業，该產業涵蓋的產品包括合成化學品和藥品、中藥成藥、醫療器械、儀器和工具、衛生材料、包裝材料，及製藥機械。
中國佔世界人口的20％，但僅佔全球藥品市場銷售額的1.5％。中國醫療衛生改革不斷演進，目的在把基本醫療保險拓展到更多人口，並為個人提供更多的產品和服務。預計製藥業在這個變革時期之後，會繼續擴展。
截至2007年，中國擁有約3,000至6,000家國內藥廠，和約14,000家國內藥品經銷商。市場上最常被提及有關中國這個產業的不利因素包括：缺乏智慧財產權保護、缺乏藥物批准程序能見度、缺乏有效的政府監督、公司對藥物研發的支持不力、以及對中國國內公司和外國公司兩者的差別待遇。 
尽管如此，根據報導，中國在2011年預計將成為世界第三大的藥品市場。
在中國，藥品的研究與開發在增加，上海成為最重要的全球藥品研究中心之一。最值得注意的是，總部設在瑞士的諾華藥廠有望在上海建立大型的研發基地，這個中心將成為諾華在藥物開發的重要支柱。
根據新加坡的《商業中國》報導，中國眾多的國內公司的市場佔有率是70％，排名前10名的公司約佔有市場的20％。相對的，在大多數已開發國家中，排名在前10名的公司則控制大約有一半的市場。自2004年6月30日起，中國國家食品藥品監督管理局（SFDA）開始進行關閉不符合新良好生產規範（GMP）標準的藥廠。外國藥廠佔總銷售額的10％至20％（取決於計數中所包括的藥品和企業類型）。但是中國頂級公司的銷售額增長速度快過西方公司。

## 未來增長
根據美國醫藥市場研究公司IMS Health發布的一份報告顯示，中國是世界第二大處方藥市場。報告稱，中國的藥品銷售增長迅速，到2013年中國市場規模可能增加一倍。在2013年，中國處方藥的銷售額將增長到400億美元。根據工業和信息化部發布的統計數據，中國藥業在2009年的產值比前一年同期增長14.9％。在2008年的前11個月，醫藥產業的綜合淨利潤為人民幣869億元，比前一年同期增長25.9％。同一年的前8個月，增長率僅為16.2％。

## 概述
中國已經建立一個製藥產業的結構，是世界上最大的藥品生產國之一。在過去幾十年中，中國製藥業一直以年均16.72％的速度增長。但是這個行業的規模仍然很小，散處中國各地、產品重複、製造技術和管理結構落伍。中國製藥業市場集中度低、國際競爭力弱，還有國內開發藥物缺乏專利保護。 
由於中國消費者對藥品的巨大需求，加上較低的勞動力成本以及改革開放帶來的變化，當地的投資條件有所改善。修訂的中華人民共和國專利法（最新版在2009年10月1日生效），符合《與貿易有關的知識產權協定》（或稱《 TRIPS協議》）的要求，以及中國缺乏在藥品上的研發，在市場存有可發展的空間。
國內製藥業對中國顯著的經濟成長有重要的貢獻。這個行業在1978年至2003年之間的年複合成長率為16.7％，大幅超過世界其他經濟體，讓中國成為世界主要的藥品生產國，也讓中國成為全球增長最快的藥品市場。雖然中國享有藥品生產和分銷市場廣闊的優勢，但這個行業在創新，還有新產品的研發和投資均不足。這個行業區塊的規模經濟尚未實現。大多數國內製藥產業缺乏自主知識產權和財務資源，來開發自己的品牌以及產品。大多數藥廠依靠重複生產低附加值的大宗藥品，和通用名藥物。

## 品質
中國製藥公司生產的藥品和原料藥（API），品質通常不高。在2015–2017的過去三年中，美國食物藥品監督管理局（FDA）曾發出 35封警告信給一些中國製藥公司，引用了嚴重的數據完整性問題，包括數據刪除，或操縱，或捏造測試結果。

## 結構和趨勢
根據政府的數據，中國截至2011年大約有3,500家藥廠（在2004年則有5,000家）。預計這一數字將會進一步下降。國內公司在價值 100億美元的市場中競爭，而其中並無主導的大廠。截至2007年，中國是世界第九大藥品市場，到2008年它將成為第八大。
根據新加坡的《商業中國》報導，中國國內公司佔有70％的市場，排名前10名的公司約佔有率為20％。相對的，在大多數已開發國家中，排名在前10名的公司則大約控制有一半的市場。自2004年6月30日起，SFDA開始關閉不符合新的GMP標準的藥廠。外國企業佔總銷售額的10％至20％，具體取決於計數中所包括的藥品和企業的類型。但是，中國頂級公司的銷售額增長速度快於西方公司。
即使是產品最暢銷的公司，其銷售額也僅略超過1億美元（而且是在醫院內銷售）。大多數中國藥廠的排名均在第20名以後，但排名前50名的公司中有30家是本地公司。
此外，中國的非處方藥（OTC）市場成長迅速，已成為世界第四大OTC市場。外國企業一直在密切注意這個不斷擴大的OTC市場。默克集團於2003年9月宣佈在中國推出OTC市場開拓計劃。羅氏將中國列為他們的10個核心OTC市場之一，目標是在未來五年內讓OTC藥品的銷售額增長50％，並在2008年達到13億美元。諾華正擴大他們在中國的市場佔有率，惠氏也已進入這個市場。
早期中國的藥廠以運用基本技術和簡單生產方法，生產通用名藥物以及原料药為主。國內藥廠在生產技術上不如西方藥廠般的先進，但仍佔有中國市場約70％。國內公司主要是國有企業，有生產過剩和虧損嚴重的問題。中國政府已開始把這個產業整合和升級，以與外國公司競爭。
據估計，大多數醫院的收入中有25-60％是來自處方藥銷售，醫院仍是中國藥品分銷的主要管道。隨著醫院內藥房與醫療衛生服務的脫鉤，以及零售藥房的數量增加，這種情況將會改變。一旦政府最終引入，讓藥房銷售OTC，預計零售藥店的數量將會再增加。政府目前正鼓勵連鎖藥房的發展，但可能要再過很多年才能見到效果。
藥品價格將繼續穩定的下降。2004年6月，包括青黴素在內的24類400種抗生素的價格平均降低35％。受此降價影響的總值為 4,200萬美元。中央政府在藥品價格調整中一直扮演著重要的角色。政府在2016年之前，連續有20年，一直強勢要求，並曾主導32次，把大多數藥物的價格降低。未來的降價將會發生在醫院內的藥品零售商店。

### 外國公司涉入中國市場歷史
發明阿司匹林的德國拜耳公司早在1882年就開始與中國進行貿易。1887年，赫斯特公司（現改稱為賽諾菲）在中國透過128家代理商銷售它們的產品，成為外國在中國的第一家西藥和染料供應商。禮來公司於1918年在上海開設它們首家海外代表處。帝國化學工業是目前世界知名企業阿斯利康製藥的前身，它在1898年開始與中國進行貿易。

### 生產水平
2004年1月至9月的期間，中國製藥業的總產值達到400億美元，比2003年同期增長15.8％。同期間，23家主要的國有製藥公司的銷售額總計為100億美元。在對16家典型城市醫院的調查結果，在2004年上半年的藥品使用量與2003年同期相比，增長32.23％。
中國所有製藥企業中約有36％為國有。另有35％為私有企業，其餘29％為外資企業。合成藥物製造仍然是中國製藥產業最大的業務，佔總體銷售額的65％。銷售額的另外21％來自中藥。剩下的14%來自生物技術相關的醫療產品，和醫療器械。

#### 區域分佈
中國龐大且逐步高齡化的人口，以及強大的生物製藥業，對於這個產業提供大而多樣化的市場保證。浙江、廣東、上海、江蘇，和和河北省一直是中國生產力最高的五個省市。從1998年到2003年，這五個省市中的每一個，均穩定地以每年 20％的速度增長（江蘇在1998年和1999年除外），反映出中國製藥業日益健康的發展趨勢。
大多數藥廠位於東南部地區，其中包括兩個發達地區和三個比較不發達地區。擁有發展良好的製藥業所在的兩個發達領域，被稱為增長極（請參考:增長極理論），分別是浙江省，位於華東地區的中部，和在華南地區的廣東省。這兩個省份在2003年，佔中國製藥產業總產值的21％。
製藥業的三個比較不發達地區也被稱為潛力點，分別是中部地區、東北地區，和西南地區，分別集中在河北省、黑龍江省，和四川省。
中國製藥業的發展主要受到經濟因素所驅動。工業區域的性質大略可分為以下三種類型：自然資源驅動型區域、經濟驅動型區域，和科學技術驅動型區域。中國的製藥業僅在具有強大宏觀經濟背景的地區發展良好，而不是在自然資源豐富，或者在科學技術先進的地區發展。此外，研究顯示，宏觀經濟發展越強，製藥業的增長速度就越快。因此，對於一個地區做藥品開發的決策，應主要取決於當地的宏觀經濟狀況。
廣義上來說，中國製藥業的動態特徵呈現穩定的狀態。根據改革方案，中國在藥品監督管理部門所實行的是縱向管理方式，加強對藥品的監督管理，逐步建立以法律管理、統一執法方式、規範行為守則、誠實運作，和高效率的藥品管理體系。國家藥品監督管理局在1998年成立，以達到藥品管理，以及發展醫療服務的目標。
中國的製藥產業與中國其他行業相比，分佈非常分散破碎。在省級製藥業有嚴重的重複現象。這也說明中國各地的製藥業有水平低，以及重複的情況。
中國當前的製藥業無疑仍在發展的階段。因此，最佳的策略應該是集中在區域性的製藥業。採取這種策略有三個主要原因：製藥行業的高利潤率和成長機會，區域之間無需有的政治競爭，以及區域行政權力的過度利用。 （胡元嘉（Hu Yuanjia）; ）
製藥產業一直被認為是一種高回報，而且快速增長的行業。中國市場經過改革後，逐漸為健康、穩定，和快速發展的製藥業騰出空間，這個行業的利潤率和增長率遠高於其他行業。有鑑於高額利潤回報的優點，區域政府經常允許區域性醫藥產業過度發展，而沒有仔細分析區域本身的競爭力、實際優勢，和發展策略，來激勵整個經濟區域的發展。
在中國，中央和地方政府都設有藥品監管部門。每個地區都有一個具有某種權威和權力的區域藥品監管部門。如果行政部門之間沒有良好的溝通與合作，就會有不必要的競爭在區域之間發生。每個行政部門下屬的藥廠的數據經常被錯誤地記錄，導致對區域經濟當地的發展，還有政府績效的評估指標都不正確。
複雜的監管程序也導致對區域行政權力的過度不當使用。在2001年修訂版的《藥品法管理》出台之前，省級藥品監督管理單位已被授權簡化通用名藥物註冊流程。因此，這種地區的權力被不當利用，導致相同藥物的過度重複生產。例如，喹諾酮類抗生素有超過1,000多家企業註冊和生產。幸運的是，中國政府很快察覺到這種問題的嚴重性，把這種重疊的區域權力情況撤銷。但是，重複生產不是唯一的例子。在幾年前把開辦藥廠的批准權下放到省級單位之後，藥廠的數量就急劇增加。據報導，在2003年上半年，有70家新藥廠獲准開業，而在1998年至2001年的三年中，只有45家類似企業獲准開業。

### 研究與開發
由於在研究開發的預算不高，中國的藥廠與跨國公司處於兩種不同的陣營，但是中國藥廠確實享有某些優勢。許多中國公司不僅生產劑型（例如片劑），還擁有配備有藥劑師的藥房，以及把藥品送往醫院的分銷網絡，在醫院銷售的藥物佔所有銷售的80％。此外，中國公司可生產通用名藥物，售價僅為原價的幾分之一。
自1950年代以來，在中國生產的3,000種藥物（不包括傳統中藥）中，有99％是外國原研產品的仿制药（通用名藥物）。大多數中國公司-甚至是合資公司-都在相同的通用名藥物製造上競爭。許多公司為生存而掙扎。根據國家發展和改革委員會製藥相關部門的數據，在1999年有超過32％的公司都發生虧損。
而且，與國際製藥巨擘相比，中國公司不僅規模小，而且技術能力薄弱，經常資金不足。中資藥廠全體研發總支出，少於一家大型西方製藥公司的研發支出。
目前，中國有5,000多家研發機構，但只有少數幾家能夠在某些領域進行國際性的競爭。
中國的研發系統由專業研究機構、主要大學、生物技術公司，以及大型藥廠的研發部門所組成。近年來，中小型生物技術公司發展迅速。目前，全國有1,000多家這樣的單位，其中超過30％是私人擁有。政府可提供特殊資金來促進這種創業精神做更進一步的發展。
在過去幾年中，一些中國藥廠，主要是出於內部增長的需要，開始建立研發的基礎設施，但它們的主要重點是改進現有技術，或著開發新的通用名藥物。
在中國擴大研究工作的公司，包括有葛蘭素史克， 拜耳， 百時美施貴寶， 默克藥廠， 和禮來公司。

### 中西藥廠比較
中國的製藥產業像美國和歐洲的同行一樣，也受到政府機構的監管，競爭激烈。最大的區別包括：
- 大多數中國藥廠都是通用名藥物生產商；
- 其中有很多是中藥生產商；
- 醫院仍然是主要的藥品銷售市場；
- 專利是中國生產商最大的弱點。

當中國人開發原料藥時，他們會嘗試通過互聯網進行專利搜索，但受到網路所能提供服務範圍的限制。很少有藥廠會聘用專利律師，但是當大型製藥集團開始尋求與大型西方公司建立合作夥伴關係的時候，就必須聘用專利律師來提供協助。
中國的商業環境主要是靠關係來做生意，這也同樣反映在製藥產業之中。通過人際關係與製藥公司建立關係，是業界常用的一種方式。參加產品展覽會、藥品相關會議，或者研討會是另一種方式，或者是舉行新聞發表會，相關政府機構或協會的官員，以及藥廠高級管理人員一同出席會議，也是一種形式。

### 國內公司
從2003年到2004年，藥房的數目從18萬家上升到20萬家，擁有連鎖店的零售業從1,200家增加到1,349家。
在1980年代以前，中國的藥房產品分銷管道是垂直整合形式，中間商很少，唯一的批發商是傳統藥房。但是在1980年代以後，隨著改革的不斷深化，中國藥品的分銷發生深刻的變化，情況為之改變。
目前中國的藥房企業主要有三種分銷管道：
- 製藥企業 → 全國總代理 → 次級批發商 → 零售商 → 患者

在這種分銷形式下，全國僅有一家被授權的組織，負責銷售製藥企業的一種或多種產品。這種分銷也可以稱為"全國代理模式"。製藥企業負責生產，研發，而總代理負責產品全國的銷售。在2010年之前，中國大陸主要有三個國家經銷機構：國藥控股、上海醫藥，和華潤醫藥。在大多數情況下，全國代理商在權衡成本和利潤後，會用現金購入藥品，因此他們肩負市場的風險。
- 製藥企業 → 區域總代理（次級批發商）→ 零售商 → 患者

在這種模式下，製藥企業找全國或者地區的總代理，並利用代理商的市場網絡來銷售產品。這種分配模式可被稱為"區域總代理模式"。製藥企業通常透過招標過程，或與代理商結盟，來委託區域總代理銷售產品，他們提供底價把藥品出售給區域總代理。
代理商獲得製藥公司的授權，購買一定數量的產品，在特定地區以唯一代理商的身份銷售產品。區域總代理可以是大區域的總批發商、省批發商、地區批發商，或城市批發商等。在大區域或省裡面，區域總代理透過次級批發商，到達零售商，提供產品給患者。在縣這樣的小地方，產品可以直接從區域總代理到達零售商，再到患者，而無需次級批發商參與。
- 製藥企業的營銷公司 → 藥品公司的當地辦事處 → 零售商 → 患者

在採用這種分銷管道之前，製藥企業首先會註冊成立一家獨立的營銷公司，然後營銷公司在主要城市設立辦事處，以監控產品在各自地區的銷售和分銷。這種分銷方式，對製藥企業而言，需要大量資金和高層涉入管理，主要是大型製藥企業採用的分銷方式。
在上述幾個模式中，製藥企業，中間商和患者是三個基本組成部分。中間商也可歸類為批發商和零售商。零售商包括那些有店面的商店、沒有店面的商店，還有零售集團。但由於中國的醫療和社會保障機制，當前最大的藥品零售機構是醫院。在零售市場上，有80％的藥品透過醫院提供給患者。
因此，中國的主要分銷管道也可下列方式表述：
- 製藥企業 → 醫院 → 病人；製藥企業 → 批發商 → 醫院 → 患者；
- 国外製藥企業 → 代理商 → 批發商 → 零售商 → 患者；
- 製藥企業 → 零售商 → 患者。

前兩種模式是目前的主要模式。
近年來，中國的製藥企業進入兩個新的領域：電子商務，和設立藥房零售連鎖店。目前，中國藥房業務從企業對消費者（B到C）模式的發展還算有限度。
企業對企業（B2B）是中國電子藥房商務的主要發展趨勢。雖然B2B電子藥房商務的交易量僅佔藥房總銷售額的一部分，但有很大的發展潛力。目前B2B電子藥房商務每年以300％的速度增長。在2003年，電子藥房商務的交易量估計佔總數的10％。
此外，越來越多的信息技術和其他行業領先公司已將其投資轉移到製藥行業。其中一個例子是方正科技，這是一家信息技術公司，它在製藥和醫療衛生領域的投資總額為3.63億美元。廣州市白雲山醫藥撥出專款1,200萬美元，用於啟動一項外用藥的項目，用來補充原有4,800萬美元的抗生素項目的投資。

### 國內藥廠研發
迄今為止，雖然中央政府利用投資和其他激勵措施來鼓勵研發，致力打造出世界一流的製藥企業，但中國國內的製藥業對新藥的研發投資仍然很少。
- 長澳藥業科技（集團）有限公司（C & O Pharmaceutical Technology Holdings Ltd.d.（新加坡交易所SIN：COPT SP））是一家中國綜合性製藥集團，擁有廣泛的分銷網絡，有分佈中國各地3,000多家分銷商，和300,000家診所、藥房和醫院。該公司正開發一系列針對急性醫學領域的藥物，例如抗感染、抗B型肝炎病毒、抗癌症、抗結核病、抗衰老，和抗肥胖症等。三種屬於第一部分（國家基本藥物目錄第一部分-化學藥品和生物製品）的潛在的藥物也在開發中：抗B型肝炎藥物，新型免疫增強藥物，和癌症治療替代藥物，以及對多種細菌病原體，尤其是對革蘭氏陽性耐藥菌更有效的抗生素。長澳藥業科技擁有80名內部研究人員。可為尋求把研發活動外包到中國的國際製藥公司，提供合同研究服務。長澳藥業科技一直在為中國境內及境外外的製藥公司提供合同研究和合同製造服務。
- 恆瑞醫藥（江蘇恒瑞醫藥股份有限公司）（上海證券交易所SHA：600276）總部位於江蘇省連雲港市，在1994年設立，在連雲港市設有研發辦公室。2000年和2011年，恆瑞分別成立上海研發中心[24]和成都研發中心[25]。恆瑞在研發方面的投資，近年來連續在中國排名前茅。[26][27][28]恆瑞的研發涉及腫瘤學、代謝疾病、心血管疾病、發炎，中樞神經系統，和免疫系統疾病等，並有創新的抗癌藥物。例如，阿帕替尼已於2014年12月獲得中國國家食品藥品監督管理總局（CFDA）批准，是世界上第一個針對晚期胃癌的小分子血管新生抑制劑（英语：angiogenesis inhibitor）靶向治療藥物。[29]恆瑞的研發活動已擴展到海外-在美國，日本和澳大利亞設立研發辦事處，並與多家國際製藥公司和機構-因賽特，[30] Tasoko[31]Tesaro（英语：Tesaro），和德州大學安德森癌症中心建立合作關係。[32]
- 石藥集團：這個藥業集團位於河北省省會石家莊市，是中國很大的製藥企業。2004年11月，石藥集團宣布正式推出其研究用藥物丁基鄰苯二甲醚（英语：butylphthalide） （NBP）。這個集團以不到400萬美元的價格從中國醫學科學院獲得這項藥品的專利，並且僅花費630萬美元進行臨床試驗。石藥集團是典型新藥開發的公司。該公司採用三種開發新藥的方式：首先，與大學和研究機構合作開發；其次，在專利藥品的專利到期之前申請通用名藥物製造權利；第三，把傳統中藥現代化，即以與開發化學藥物相同的定量方式來開發中藥。第三種方法用於開發丁基鄰苯二甲醚，這是一種從芹菜種子中萃取出來的中藥。
- 藥明康德：藥明康德（開曼）有限公司通過其子公司在中國從事醫藥和生物技術研發外包業務。它為藥物和生物技術公司提供藥物發現，和開發過程中的實驗室和製造服務組合。此外，藥明康德的服務還包括製程開發，例如製程研究和製程優化（英语：process optimization）服務，以幫助客戶生產藥物；以及生產高級中間體，這些中間體是在精製成原料藥成分之前的原料。（紐約證券交易所：股票代碼ADR（NYSE）WX）。
- 哈藥集團計劃從兩個外國投資者-紐約華平投資和香港中信資本-注資2.5億美元，成功後將變得更具競爭力。這筆錢會讓哈藥集團能夠擴大其研發工作—這家公司的研發費用大約佔它收入的5%，對於中國藥廠來說是一筆不小的數目，但這個數字僅是大多數跨國公司支出的三分之一—並幫助它成為製藥業相當活躍併購活動的掠奪者，而不是一個獵物。
- 北京科興生物製品有限公司（NASDAQ：SVA）最近啟動藥品Bilive的市場營銷，並有望在 2005年5月創下A型和B型肝炎聯合疫苗的首批銷售記錄。這是中國科學家研發的第一種聯合A型和B型肝炎滅活疫苗，這種疫苗在世界上只有一種直接競爭產品，即葛蘭素史克的Twinrix，Twinrix在中國尚無銷售，並且它在出售的國家/地區的價格要比Bilive 高很多。這家公司在2004年的銷售額約為650萬美元，是2003年銷售額的兩倍多。北京科興生物製品有限公司現在有兩種疫苗已完全獲准在中國銷售。它是全球在SARS疫苗開發的領導者。
- 上海澤生科技開發有限公司（Zensun (Shanghai) Sci & Tech Co., Ltd）是一家生物技術製藥公司，它致力透過自主知識產權研究和開發新藥。長期以來致力於抗腫瘤藥物和抗心臟衰竭藥物的研究。成功開發兩種藥物：重組人類神經調節蛋白1（英语：Neuregulin-1）注射劑（一種抗心臟衰竭藥物）和重組人類受體酪氨酸蛋白激酶（英语：ErbB3）片段注射劑（一種抗腫瘤的治療疫苗），均已進行臨床試驗。2006年，澤生在加利福尼亞州聖地亞哥成立子公司--Zensun（USA）, Inc.，以管理重組人類神經調節蛋白1（Neucardin），以及協助澤生（上海）開發的其他化合物的在美國FDA備案、臨床試驗、和商業化過程。2009年，Zensun（USA）獲得FDA的核准，可對患有NYHA II級和III級慢性心臟衰竭（請參考心臟衰竭，英文部分#Staging有關New York Heart Association (NYHA) Functional Classification的描述）的受試者進行基於IIa階段（請參考臨床試驗的階段（英语：Phases of clinical research）中，英文部分#Phase II的描述）的Neucardin在美國給藥試驗。
- 通化東寶藥業成立於1985年，是一家生物技術製藥公司，總部位於中國北方的通化市，擁有研發和生產設施。1998年，通化東寶成為全球第三家成功開發和生產用於治療糖尿病的重組人類胰島素（名稱Gansulin）的公司。它的重組人類胰島素生產基地是亞洲同類中最大的一家，既生產小瓶裝，又生產筆型注射筒。這家公司正加速向中國以外的市場擴展，目前它向十多個國家出口胰島素和其他藥物。

### 國內外擴張
大多數在國外分銷的中國藥廠，主要是對亞洲國家或地區出口中藥。因此，它們在國外的據點分佈不如西方國家般的綿密。
中國政府於2003年把外國企業在中國擁有零售藥房合法化。2005年3月14日，AXM Pharma Inc.（美國證券交易所  AMEX：AXJ）與國藥控股廣州有限公司（Sinopharm Holding Guangzhou Co., Ltd.）簽訂經銷協議，國藥預計在2005年12月向AXM Pharma Inc.購買他們Elegance的產品系列（原稱Whisper），金額為5,400萬元人民幣（約合656萬美元）。
其他產品，包括Anti-Fatigue和Asarone等，預計在未來幾個季度中也會出售給國藥。銷售地區包括廣東、廣西、雲南、貴州、福建、四川、重慶、海南、湖北，和湖南。
國藥控股廣州有限公司是國藥集團的下屬企業，積極從事藥品和醫療器械的研發、資本投資、生產和貿易。國藥集團年銷售額達 100億元人民幣（超過12億美元），進出口總額達2億美元。

### 外國公司
近年來，有日益增多的西方製藥公司，例如輝瑞、葛蘭素史克、羅氏、諾和諾德在中國建立商業營運和研發中心。許多世界領先的藥廠都在中國建立合資工廠。有些甚至建立獨資工廠。截至2004年，在中國營運的最大500家海外企業中，有14家是製藥公司。
截至2004年（中國加入世界貿易組織（WTO）之後第三年），幾乎所有的全球製藥公司都已完成對中國市場的准入，同時逐步把重點轉移到研究開發之上。海外公司進入中國的主要原因是利用中國目前廣泛的科學技術研究基地、豐富的人力資源，以及較便宜的醫學和臨床試驗，來達到節省成本的目的。

### 外國藥廠在中國
許多在中國經營的外國藥廠的參與可追溯到一個世紀以前。發明阿司匹林的德國拜耳公司早在 1882年就開始與中國進行貿易。1887年，赫斯特公司（現改稱為賽諾菲）在中國透 128家代理商銷售他們的產品，成為外國在中國的第一家西藥和染料供應商。禮來公司於1918年在上海開設他們首家海外代表處。帝國化學工業是目前世界知名阿斯利康製藥的前身，它在1898年開始與中國進行貿易，至今仍保留他們舊時在上海黃浦江畔的辦公室。
截至2007年，中國已經有1,800家外資製藥企業[參考：https：//web.archive.org/web/20080513032052/http：//www.pacificbridgemedical.com/publications/html/ChinaDec1998.htm] 。目前，全球排名前20名的製藥公司都在中國成立合資企業或獨資工廠。市場因此充斥挑戰性，競爭相當激烈。
- 輝瑞公司在中國生產和銷售40多種創新藥物，其產品品質均達到《中國藥典》的要求。輝瑞公司在大連、蘇州，和無錫設有GMP製造工廠。它在1989年經過合資企業大連輝仁製藥有限公司（AUROREN PHARMACEUTICAL)建立的大連工廠是中國第一家獲得GMP認證工廠。輝瑞在中國的投資已超過5億美元。輝瑞與海正藥業（Hisun Pharmaceuticals）在2012年建立合資企業（海正51％-輝瑞49％），以海正-輝瑞品牌銷售有品牌的通用名藥物。
- 葛蘭素史克在中國擁有2,000多名員工，藥品銷往60個城市。這家公司主要銷售治療B型肝炎、哮喘，和治療感染的藥物。
- 默克藥廠銷售抗生素、前列腺藥物、心血管系統藥物、鎮痛藥、骨質疏鬆症藥品，和疫苗。它於1994年在中國成立第一家合資企業。
- 諾華已經在中國投資約1億美金[34]，在北京和常熟市設有四個製造工廠。核心業務包括專利藥、通用名藥物、護眼藥，和保健產品。北京諾華製藥有限公司由諾華公司\北京醫藥集團和北京紫竹藥業於1987年成立，這是中國第一家有外資投資的製藥公司。
- 賽諾菲（Sanofi-Aventis）這家德國-法國公司在中國銷售幾種藥品。賽諾菲安萬特（Sanofi Aventis）在北京，深圳和杭州設有三個工廠；目前他們正在深圳之旁新建疫苗工廠。
- 阿斯利康製藥在中國的總部位於上海，在中國大陸主要城市設有25個分支機構。公司於2001年在無錫建立公司在亞洲最大的製造基地，總投資額為1.7億美元。它出售的產品包括抗精神病藥（Seroquel 思樂康） 和治療胃食道逆流/胃潰瘍藥品（ Nexium 耐適恩）。擁有近3,000名員工，從事製造、銷售、臨床研究，和新產品開發。它在110多個目標城市開展業務，約有800名銷售人員。[35]（資料來自網站時光機2007年12月19日的存檔）。
- 必治妥施貴寶公司是最早進入中國市場的公司之一。
- 嬌生公司在中國銷售Tynoline（即Tylenol）和其他藥物。
- 惠氏在中國最暢銷的產品包括Calcium-D。
- 羅氏在2004年發起針對中國20個城市的3,500名醫生的醫學教育運動。
- 先靈葆雅，是一家全球性製藥公司，致力於發現、開發和銷售可以改善人們健康狀況和延長壽命的新藥。該公司在生物技術、基因組學、和基因治療領域有專長。先靈葆雅與上海醫藥集團股份有限公司、以及上海醫藥對外經濟技術合作公司於1994年8月5日合資成立上海先靈葆雅製藥有限公司，總投資3,700萬美元。 。
- 拜耳大中華區是拜耳在亞洲的第二大單一市場，約佔亞洲地區銷售額的四分之一。從1990年代初期的分步投資，到如今設立的大規模，世界先進的設施，它在這個地區的利益，多年以來一直穩步增長。拜耳對上海化學工業區綜合生產基地的投資顯示，拜耳將大中華區視為其全球相當重要的市場之一。拜耳的大中華區業務遍及香港、台灣和中國大陸。大中華區的拜耳集團由管理控股公司領導，各子集團、和生產合資企業在其戰略指導下，獨立營運。拜耳大中華集團僱用約2,800人。拜耳目前在大中華區經營18家公司。其中有8家公司在拜耳活躍的業務領域中都設有生產設施。本地生產的產品在銷售中所佔的比例日益增高。拜耳中國與中國著名的研究機構和大學開展許多合作項目，包括創新材料、醫療衛生、和農業作物科學的研究。它與中國科學院以及附屬機構，如上海藥物研究所、雲南昆明植物研究所密切合作，計劃在醫療衛生、和農業作物科學領域尋找新的化合物。目前也有許多聚合物研究項目啟動中。此外，拜耳還為中國幾所大學的研究和教學提供教席和研究計劃。其中包括清華-拜耳公共衛生和愛滋病病媒研究計劃，這是一個目的在為中國公共衛生系統發揮關鍵功能的國家平台。此外，拜耳醫藥衛生部門還為上海中歐國際工商學院（CEIBS）的醫療衛生管理提供一個教席。
- 百靈佳殷格翰於1995年進入中國市場，並於2002年投資2,500萬美元在上海建立一家新工廠。他們治療呼吸系統疾病和心血管疾病的藥物已在中國醫藥市場中建有良好地位。
- Hoechst Marion Russel（HMR）於1995年在北京成立中國總部，以管理在中國大陸和香港的業務。HMR在中國有兩家合資企業，位於石家莊市的赫斯特華北製藥有限公司和赫斯特上海國際製藥有限公司。
- 禮來公司曾於1918年在上海成立公司第一家海外辦事處，並於1993年重返中國上海。其主要工廠位於江蘇省蘇州市，主要產品包括頭孢克洛（商品名稱希克勞（Ceclor））、胰島素和勃起功能障礙藥物（商品名稱ED）。
- 美國雅培在中國銷售一系列產品，包括嬰兒食品。
- 西安楊森製藥有限公司：在中國的外資企業中，位於西安市的西安楊森製藥被視為典範。自1991年以來，它一直是收入排名在前 10名的合資企業，有3次排名第1。該公司的成功部分歸功於其產品線，其中包括一系列大批量的產品：治療胃腸道問題、真菌、過敏和疼痛，以及精神病和癲癇病的藥物。是因為保羅·楊森博士決定早日進入中國，進行內陸投資，並在1989年六四事件之後維持投資計劃的進展，有助於與中國政府建立良好的關係。
- 广东邦民制药厂有限公司Guangdong Bangmin Pharmaceutical Co.,Ltd：在中國的中外合資企業，位於江门市江海区的邦民制药厂。于1959年在江門市蓬江区成立，1993年更名为邦民制药厂，其後于2001年8月更名为广东邦民制药厂有限公司，2007年搬遷至國家高新技術開發區新厂房。先后荣获“广东省医药生产经营诚信示范单位”、“AAA+级中国质量信用企业”等各种荣誉。主要产品有：ATP肠溶片、心脉通片、注射用头孢地嗪钠、阿莫西林胶囊、诺氟沙星胶囊、脑络通胶囊、注射用头孢曲松钠、胞磷胆碱钠注射液等。
- 贏創工業將其大部分化學藥品生產從歐洲轉移到中國，以利用低成本製造和提高中國生產效率的優勢。同時，該公司將重組本身一些大型生產設施（其中大部分在德國），這有可能導致其他產品的製造也轉移到中國。
- 索爾維集團前身羅地亞（Rhodia）透過加強更具成本效益的製造業務來提高其在鎮痛藥中的競爭地位。該公司對中國無錫的對乙酰氨基酚（另稱acetaminophen，或簡稱APAP）生產設施進行重大投資，並鞏固其在北美和歐洲的業務。

日本公司：
- 第一三共：第一三共的前身之一，三共製藥以前是向中國當地代理商出口，透過自身營銷活動來產生收入，三共製藥在2003年 10月在中國完成一家生產藥品的工廠，並計劃擴大自己的營銷活動。預計在2004年把營銷代表的數量增加一倍，達到130名，並在幾年內把在中國的銷售額從目前的30億日元（2003年公司估計）增加到50億日元。三共已在中國市場銷售治療高血脂症的美百樂鎮錠（Mevalotin）、消炎用Loxonin，和抗生素Banan，並計劃將來在中國市場銷售治療高血壓的奧美沙坦。
- 武田藥品：公司基本上進行自己在中國的營銷（估計銷售價值為10-20億日元）。公司擁有一個製造工廠。武田公司計劃在 2004年在中國推出治療糖尿病藥物愛妥糖錠（Actos)，然後將在市場上銷售所有四種全球產品（愛妥糖錠、抗潰瘍泰克胃通口溶錠 （Takepron）、治療癌症藥物柳菩林（Leuplin），和治療高血壓藥博脈舒（Blopress））。但是，美國是武田藥品海外戰略中的優先考慮，其次是歐洲，然後才輪到亞洲。
- 安斯泰來製藥：安斯泰來製藥的前身山之內製藥公司於1994年進入中國，從事自己的大部分營銷活動，其主要產品包括抗潰瘍 Gaster和泌尿障礙治療藥Harnal。銷售逐漸擴大，2001年終於產生營業利潤。到2003財務年度，當地公司累計虧損已完全彌補。該公司擁有一家製造工廠。公司在2004年有計劃推出處理血管末梢循環藥品Dolner、止吐藥Nazea OD、和治療高血壓藥品Hypoca。 公司暫時沒把110名營銷代表作大幅擴充的計劃。
- 第一三共：第一三共的前身之一，第一製藥在1998年成立銷售子公司後轉向自行從事營銷，主要銷售合成抗菌劑Cravit（口服和注射用）和Tarivid。它曾有計劃推出神經傳遞增強劑Translon，但由於案件在日本停止開發之後，在中國的開發也隨之結束。1998年，它預測2002年的銷售額為120億日元，但實際上只達成16億日元。主要由於Translon的開發中斷，以及Cravit的通用名藥物、和仿冒品的激增，導致銷售不如預期。在收益方面，第一製藥預計隨著Cravit銷售的擴大，將在2004財務年度產生營業利潤。
- Mitsubishi Tanabe Pharma Corporation（英语：Mitsubishi Tanabe Pharma Corporation）：Mitsubishi Tanabe Pharma Corporation的前身田邊製藥銷售自有產品，例如治療高血壓藥品Herbesser和Tanatril。當時田邊製藥並未透露中期目標，但計劃到2005年底將營銷人員的數量增加一倍，達到200個。目前尚無任何產品在臨床試驗中，但有許多開發的候選產品。
- 安斯泰來製藥：公司透過一家其擁有80％股份的子公司將免疫抑制劑Prograf在中國市場銷售。銷售第二種產品，異位性皮膚炎治療藥品Protopic，的申請已經提出。它的營銷人員數量相對較大，為30-40（子公司有60名員工）；相比之下，Prograf在美國擁有40名營銷人員。中國市場的優先順序對安斯泰來製藥而言，排在美國或歐洲之後，但由於在中國的器官移植的數量眾多，有巨大潛力。中國在2000年執行5,501例腎臟移植，僅次於美國的13,372例。免疫抑制劑藥物的銷售因此相對較高。在中國（醫院內銷售）銷售額排名前30名的藥物中，包括有兩種這樣的免疫抑制劑藥物：諾華的Neoral排在第22名（1,610萬美元），羅氏的CellCept排在第23名（1,580萬美元）。
- 中外製藥：中國不屬於中外製藥的優先市場，而中外製藥被羅氏（Roche）集團納入以來，就一直專注於歐洲市場。白血球生成促進劑Neutrogin的出口占他們在中國業績的大部分，營銷交由代理商Kirin處理。另一種顆粒性白血球生長激素（英语：Granulocyte-colony stimulating factor）（GCSF）藥物，由Kirin自己在中國銷售，2002年的銷售額為1,110萬美元，在醫院市場排名第45名。
- 衛材株式會社：公司把製造和營銷業務擴展到中國和亞洲，早於歐洲和美國市場。衛材在2002財務年度的銷售和利潤以及對2003財務年度的預測，讓衛材成為在華的日本公司中排名第一的公司。衛材是美國、歐洲和日本製藥公司中最早利用100％擁有的子公司（成立於1994年）在中國從事生產的藥廠。2006年的銷售目標是雄心勃勃的200億日元。衛材計劃到2006年把營銷人員從150名增加到250名，並把覆蓋範圍從53個城市的1,000家醫院擴展到100個城市的3,000家醫院。它已經銷售兩種全球性產品，抗潰瘍藥 Pariet和阿茲海默症治療藥物Aricept，並計劃在2006年增加骨質疏鬆症藥物Glakay。
- 協和醱酵麒麟（英语：Kyowa Hakko Kirin）：協和醱酵麒麟以前只出口過抗癌藥（價值幾億日元），他們計劃取得批准後在2004年底開始銷售降血壓藥物Coniel。抗過敏藥Allelock也應該會在2007年開始銷售，公司預計兩者的最高銷售額將超過20億日元。
- 大正製藥：大正製藥在中國生產和銷售保健飲料（通寧水，tonics），但沒有銷售處方藥的具體計劃。對日本以外，銷售抗生素Clarith/Biaxin的權利已授權給美國雅培經營。
- 泰爾茂：泰爾茂與其他藥物製造商不同，把中國作為製造基地（幾乎所有的1,362名員工都在製造領域）。它的子公司成立於 1995年，專門為日本市場生產產品，但是最近，它也生產和運送產品到美國和歐洲。泰爾茂仍在探索中國本身的市場。20多年來，公司都透過其香港子公司在中國利用代理商銷售產品，但在2002財務年度的銷售額僅為13億日元（由於未販售低利潤產品，因此公司能產生盈餘）。它考慮在中國透過內部營銷來做銷售的可能性。

### 外國公司在中國研發
中國加入WTO之後，許多領先的製藥公司都將其研發中心轉移到中國。例如，瑞士羅氏最近在上海開設研發中心，葛蘭素史克在中國天津建立非處方藥研發中心，輝瑞和揚森藥業（Johnson＆Johnson所屬公司）會在不久的將來執行類似的計劃。阿斯利康、拜耳、禮來公司，和霍夫曼·拉·羅氏（Hoffman-La Roche）也已在中國建立研發或臨床試驗中心。
對在中國的33家外資製藥企業進行的民意調查顯示，其中有7家設有研發中心，佔22％。其餘26家在中國沒有研發中心，佔78％。所有的研發中心都成立於1999年之後，主要是在2000年和2001年的兩年中。
2004年1月，瑞士羅氏開設研發中心，是這家製藥巨擘的第五個研發中心，也是他們在中國設立的第一個。羅氏計劃在第一年僱用40至50名科學家，並將他們的研究重點放在藥物化學研究。這個中心的目的是進入中藥的研究。
- 諾和諾德在北京中關村生命科学園設立耗資一億美元的研發中心[36]。
- 龍沙集團股份（瑞士巴塞爾，www.lonza.com）已在廣州開設一家研發機構。
- Chiral Quest在上海附近的嘉善縣的生物技術研發園區設有研發設施。
- Affymetrix, Inc.與總部位於北京的領先生命科學公司CapitalBio Corporation建立戰略合作關係，以共同開發和共同銷售專有的先進Affymetrix基因晶片。

在中國進行藥物測試或臨床試驗的外國公司：
- SiniWest Holdings；總部：聖地亞哥；在中國測試的產品：治療乳癌和消化性潰瘍的藥物；現狀：在中國進行過初步研究；計劃在美國進行研究試驗。
- Cancer Therapeutics；總部：洛杉磯；在中國經過測試的產品：涉及可釋放輻射以殺死癌細胞抗體的治療方式；現狀：預計在中國獲得批准；美國的批准還需要等三到四年的時間。
- FeRx；總部：聖地亞哥；在中國測試的產品：治療肝癌的藥物；現狀：在美國和中國同時進行研究試驗中。
- Frontage Laboratories；總部：賓夕法尼亞州；在中國測試的產品：通過在上海的藥物非臨床研究質量管理規範營運、在北京的GMP營運、以及在北京和鄭州市的臨床營運（目前在兩個中心建有150個研究病床），幫助中國國內公司針對新的中樞神經系統，癌症和心血管藥物進行申請實驗中新藥（英语：Investigational New Drug）（IND）支持性研究；當前狀態：在美國和中國的藥物開發實驗，處於臨床前和臨床試驗之中。

## 政府政策
中國的製藥業一直是一個完全由國家主導，受中央政府計劃支配的重要產業，自1980年代至今的轉型時期的改革，對這一產業有重大影響。隨著政府發起的幾項結構性改革的實施，製藥產業已經發生巨大的轉變。
主要的改革包括：
1. 要求所有製藥企業在2004年前達到GMP標準，
2. 降低透過醫院銷售藥品，
3. 透過公開招標購買藥品，
4. 實施國家醫療保險制度，以及
5. 加強知識產權保護和國家食品藥品監督管理總局監管。

總體目標是提高製造和分銷效率，加強藥品安全監管，並將藥品零售業務從醫院抽離。

## 法規
隨著中國醫藥市場的增長，政府意識到對醫藥市場作監管的重要性。他們在過去的幾年中，特別是在最近的醫療改革期間，頒布一些法規和改革措施。對外國公司最具影響力的事項是國家藥品監督管理局在1999年頒布的《進口藥品管理辦法》法令（現已被藥品註冊管理辦法(2007)取代），以及新版《進口藥品註冊證》的發布。雖有這些進展，中國仍是偽藥製造的大本營，每年在世界各地奪走人命。2009年6月，奈及利亞緝獲大量偽造抗瘧疾藥物，並貼有'印度製造'標籤，而實際上是在中國所生產，再輸往非洲國家。當局堅稱這起事件並非孤立事件，表明還有更多的偽藥在流傳。

### 監管機構
- 國家食品藥品監督管理總局：1998年3月中國政府宣布結構調整，其中之一是組建“國家藥品監督管理局”（SDA）。這機構監督所有藥品的生產，貿易和註冊。2003年，國家藥品監督管理局重組為“國家食品藥品監督管理局”。2013年，國家食品藥品監督管理局和國務院食品安全委員會辦公室合併為“國家食品藥品監督管理總局”。

這個部會以前的其他職能已分配給不同的政府機構。其中最重要的是把醫療保險責任轉移到新的人力資源和社會保障部。衛生部（2013年改為國家衛生和計劃生育委員會）仍保留其他主要職能-監管發展和監督、醫療資源分配，以及醫學研究和醫學教育。中國政府建立單一藥品監管機構是朝國外准入邁進的重要一步，因為它消除省級政府機構之間普遍存在，相互矛盾的標準，把中國的醫療監管體系集中化，並增加透明度。國家食品藥品監督管理總局現在監督所有藥品（包括西藥和中藥）以及廣告。新法規的頒布遵循美國食品藥品監督管理局（FDA）的模式。
根據產品和情況，尋求藥品批准的公司可能還必須在國家質量監督檢驗檢疫總局註冊其產品。 1999年7月，為推動醫療保險改革，國家食品藥品監督管理總局發布第一份非處方藥（OTC）清單，並於2000年開始對國家的非處方藥和處方藥分別進行監管。國家食品藥品監督管理總局（監督管理總局）如此做是為了鼓勵患者購買非處方藥以處理輕微的病痛，從而減少政府的藥物支出和醫院就診。 監督管理總局計劃在未來兩年內，透過裁減和要求其餘公司達到新的GMP要求，把製造商的數量減少到2,000家左右。實際上，監督管理總局要求中國所有的藥廠在2004年6月30日之前取得總局的GMP證書，才得在中國銷售其產品。大約有3,000家公司在限期內取得證書；正在申請認證的公司可在2005年6月30日之前把生產分包給已獲認證的公司。
2005年，監督管理總局發布一項藥品研究和監督管理條例，針對對研究藥物、中藥注射劑、和生物技術產品實施藥物非臨床研究質量管理規範（GLP）。這項法規的目的是幫助中國的藥物研發獲得國際上的認可。
- 國家發展和改革委員會：這個機構的職能包括為中國製藥業進行戰略規劃和中長期規劃、規範藥品價格、管理救災經費、以及推動政府贊助的藥品開發項目。
- 商務部：這個政府機構規範醫療器械和設備的進出口、收集和分析進出口數據、並進行反傾銷調查。
- 人力資源和社會保障部：這個機構負責國家醫療保險系統的管理。
- 衛生部：這個機構（後改為國家衛生和計劃生育委員會）指導醫療服務業的改革，負責藥物的臨床試驗和臨床應用，與其他機構一起監測藥物的嚴重副作用，並制定國家基本醫療保險藥品目錄。
- 國家中醫藥管理局：這個機構專注於與中藥有關的政策和法規。
- 國家人口和計劃生育委員會：這個機構制定有關生育控制工具和避孕藥使用的規定。
- 科學技術部：這個機構確定新產品開發項目，評估和註冊新的研發成果；為中小企業創新投資提供獎勵和提供資金。
- 國家質檢總局：制定並執行國家標準。
- 行業協會：包括中國非處方藥物協會、中國醫藥質量管理協會、中國醫藥商業協會等（成立於1989年7月）[38]。

### 法規要求
中國在2001年12月加入WTO時，即迅速完善與藥品有關的法規。加強專利保護：按照WTO/與貿易有關之智慧財產權協定（TRIPS），中國採用的專利保護架構接近日本，歐洲和美國等國家的規定。自1990年代末以來，中國政府一直努力開發覆蓋2億人的醫療保險體系。上海、北京和廣州等主要城市的人口已經有90％，總計超過8,000萬人受到覆蓋。《藥品管理法》於2001年12月經過全面修訂，並且從2002年至2003年頒布各種法規。審批流程的透明度正在逐步提高，（最新版藥品管理法在2019年12月1日生效，是2001年以來的首次大幅修改）。
根據WTO的規定，中國已承諾削減關稅，放寬其國內經銷做法，並調整其監管措施。中國允許外國企業進口醫藥產品並在中國從事經銷服務。此外，中國還實施簡化產品註冊和保護知識產權（IPR）的新藥品管理法。中國已經同意六年的"數據獨占性"，並致力於實施專利鏈接制度。監督管理總局努力打擊仿冒偽劣產品，但沒有投入更多的資源來執行，也沒訂立更嚴格的法律來制裁，僅靠現有的行動還不足以遏制這種猖獗的問題。
自1998年以來，政府透過包括《藥品管理法》和藥品生產法規在內的法律，拉高進入製藥產業的門檻。它們涉及藥品製造、藥品分銷和銷售、藥品註冊、中藥製造需要條件、醫藥包裝製造需要條件、以及醫療器械製造需要條件等方面。
新的法律可能會在過渡期內對市場增長和盈利能力產生不利影響，但在未來5-10年內，市場應該會得到正面的回報。

### 政府藥品定價政策
為減輕醫療費用對社會整體的負擔，並確保醫療保險計劃的施行成功，中國政府對符合計劃且列入《國家醫保藥品目錄》的藥品零售價格進行監管。在設定最高零售價格之時，會包含三個考慮因素-生產成本、政府設定的批發商價差、和市場上同類產品的價格。價格高於這個水平的任何藥品將被要求降價。

### 藥品採購程序集中招標
集中招標採購系統以兩種方式運行。首先，幾家醫院和醫療院所聯合招標。然後，他們任命合格的代理商來處理招標事務。被任命的代理商的條件之一是不得與行業監管機構或行政機構有任何關係。
2002年，縣級以上公立醫院中有70％已經實施集中招標制度。這系統已成功通過試驗階段，並證明有效。參與醫院的數目和藥品種類都大幅增加。賦予醫院和醫療院所更多的權力。在市場經濟中，醫院和醫療院所自行進行藥品採購。他們從製造商那裡以市場價格採購藥品，然後出售予患者。但是，隨著集中招標藥品採購系統為醫院提供了更多的藥品採購權力，結果是發生有些醫院的決策者濫用權力以獲得經濟上的利益，一些不公平、不正當、和不合理的做法浮現。

### 良好生產規範（GMP）合規認證
GMP是確保產品一貫地按照品質標準生產和控制的系統。目的是把早期僅透過測試最終產品，而無法確保藥品品質的風險，降到最低限度。衛生部（衛生部於2013年已被國家衛生和計劃生育委員會所取代）於1995年7月發布的指示性通告，標誌著GMP認證在中國正式啟動。同年成立中國藥品認證委員會（CCCD）。還成立一個附屬組織來管理認證計劃。
目前，有九個負責監管的主要政府機構。他們是國家食品藥品監督管理總局（SFDA）、國家發展和改革委員會、商務部、國家中醫藥管理局、人力資源和社會保障部、衛生部、國家人口與計劃生育委員會、科學技術部、和國家質量技術監督局（此機構在2018年被國家市場監督管理總局所取代）。
此外，有十多個行業協會也對這個產業進行規範。

### 與其他國家監管要求比較
在中國，GMP的執行還不夠充分，美国FDA和歐洲藥品管理局（EMA）對出口到其國家的中國製藥廠做檢查，發現有許多藥廠不符合GMP 的規定，情況嚴重。
關於新藥的申請有國家法規，但是關於醫院的藥品支出，可報銷藥品清單以及其他問題，既有地方法規，又有國家法規。國家法規由國家食品藥品監督管理總局和其他國家機構執行，而地方法規由省級機構來執行。
中國已有相關法律以建立醫師執照制度，要求醫師必須通過國家考試後才有資格申請執業執照。獲得許可的醫師可以在五年後開設自己的診所，在這五年期間，他們必須擔任醫師的工作。
關於批准新藥的機制（從新藥查驗登記（New drug application, NDA）提交到批准），與美國類似，一個完整的三階段研究試驗需要三到五年的時間，而西方製藥公司的高管表示，根據國外標準，中國對於開始試驗的要求非常繁重。
在中國，批准時間正在縮短，但仍有許多方面缺乏透明度。

### 專利
西方製藥公司已在中國申請非常多的專利。西方公司擁有約10,000種傳統中藥的專利。但是一些西方觀察家說，中國專利的行政保護相當欠缺。
1992年，中美兩國簽署諒解備忘錄（MOU），以允許在中國對1986年至1992年之間授予的美國藥品專利進行行政保護（administrative protection，AP）。這個諒解備忘錄提供長達七年半的市場專有權（即行政保護）：在現行中國法律修訂之前未受專利權保護的產品，以前沒在中國銷售的產品，在諒解備忘錄簽署的1986年1月1日和1993年1月1日之間授予的的，都受到受專利保護。中國的幾項政策阻止美國產業實現預期的諒解備忘錄利益。根據《美國專利法》第 42條，發明專利權的期限為20年，實用新型和外觀設計專利權的期限為10年（自提交申請之日起算）。
國家知識產權局負責專利的執行。中國的知識產權制度是源自改革開放政策，和發展成果。國務院直屬的中國專利局是中國國家知識產權局的前身，專利局成立於1980年，成立目的在保護知識產權、鼓勵發明創造、幫助普及發明及其利用、促進科學技術的進步與創新。
1998年，隨著政府機構的改組，中國專利局更名為國家知識產權局，仍然直屬國務院。這個辦公室負責專利事務，並處理涉外知識產權問題。

### 美國和中國
中國是世界智慧財產權組織的成員，積極保護國際專利。國家知識產權局已經俄羅斯和泰國等國簽署關於知識產權保護的備忘錄。這樣的協議對於保護中國的國際專利有必要。
2005年7月14日，中美達成知識產權保護協議。根據西方製藥商業期刊的報導，對美國製藥公司而言，最令人沮喪的是透過專利侵權和仿冒的方式，來行使盜竊知識產權的事實。所有這些因素把有創新能力的製藥公司，從它們營銷投資中能獲得的競爭優勢予以破壞。結果是從1998年到2000年，美國公司的藥品在中國藥品進口總額中所佔比例不到10％。
中國最近同意執行與貿易有關的智慧財產權協定的烏拉圭回合協定。為了遵守法規，中國公司將不得不改變其長期依賴仿冒產品的做法。根據中國《證券時報》的報導，外國公司將能夠對中國仿製專利藥品的公司提出4億至10億美元的損害賠償要求。

### 專利法第18和19條
《中華人民共和國專利法》中的第18條和第19條中係針對外國公司。在18條中，“在中國沒有經常居所或者營業所的外國人、外國企業或者外國其他組織在中國申請專利的，依照其所屬國同中國簽訂的協議或者共同參加的國際條約，或者依照互惠原則，根據本法辦理。”
根據第19條的規定，“在中國沒有經常居所或者營業所的外國人、外國企業或者外國其他組織在中國申請專利和辦理其他專利事務的，應當委託依法設立的專利代理機構辦理。”
“專利代理機構應當遵守法律、行政法規，按照被代理人的委託辦理專利申請或者其他專利事務；對被代理人發明創造的內容，除專利申請已經公佈或者公告的以外，負有保密責任。專利代理機構的具體管理辦法由國務院規定。”

## 分銷
中國藥品分銷流通行業非常分散，目前約有為數10,000多家國有藥品批發商。在已開發國家，對醫生的直接營銷（此種銷售方式稱為 pharmaceutical detailing （醫藥詳述））屬一種基本的營銷活動，並輔以廣告，但這種做法在中國尚不通行。中國醫院的收入中有60％來自處方藥的銷售。醫院藥房仍然是藥品的主要零售管道，佔藥品總銷售額的80％。這種情況正在發生變化，因為政府正在鼓勵建立獨立於醫院之外的零售藥房。
藥品透過中國式的管道，在中國經銷。中國擁有三級分銷系統。位於頂層的是在北京，上海，瀋陽，廣州和天津的國家1級單位。這些1級單位將產品分配給省級的2級分銷商，後者再轉銷給縣市級3級藥房批發商。在分銷鏈的底層的是中國的大量小型零售店，外人難以自行接觸到。

## 藥品物流
當前中國的藥品物流業規模小、投資零星、而競爭激烈。中國的藥品物流業主要由藥品生產商和藥品分銷商所組成。中國有16,500個批發商，120,000個零售商，和6,300多個生產商。在銷售額方面，中國前三大公司：國藥控股、上海醫藥、和九州通醫藥集團，三者市場佔有率加總，也不到全國市場的5％。
自2002年以來，中國藥品物流業一直在擴展中。大量資本被注入這個行業。2007年，中國共有三個藥品物流中心投入運營，分別是江蘇亞邦醫藥物流中心有限公司，泉州東南醫藥物流有限公司，和重慶醫藥集團和平物流中心。
2007年開始建設的大型藥品物流項目，有廣西同濟醫藥集團有限公司投資1.45億元人民幣的中國-東盟醫藥物流中心、總投資2.8億元人民幣的南通蘇中醫藥物流有限公司，以及由深圳市海王生物工程有限公司、泉州金冠集团有限公司、和重慶華博藥業集團三者所共同投資的重慶現代醫藥物流中心項目。
根據中國醫藥商業協會和中國醫藥保健品進出口商會的統計數據，鑑於中國醫藥物流業的特性，中國迫切需要經過重組行業和結成聯盟，建立一個龐大的跨地區、跨行業、和跨所有權藥品物流的組織。至於物流中心的建立，最好共同來從事。這樣將有助於達到對整個物流運作作管理、加快藥品流通、提高流通效率、降低物流成本的目的。

## 最終用戶
在中國，最終用戶有兩種類型：醫院和零售藥品特許經營店。根據2004年對16個城市的醫院所做的抽樣調查，估計中國醫院總共購買25億美元的藥品，比2003年增長27％。2004年，零售藥品特許經營店的總收入為56億美元，比2003年增長36％。

## 零售業務
由於中國以前是實施計劃經濟體制，醫院仍然是藥品的主要分銷商。 2003年，在藥房的藥品總支出只佔有15.1％。 中國政府於2003年將所有權為外資的零售藥店合法化。AllianceBoots等公司在中國成立零售和分銷合資企業，主要在廣東省經營。

## 營養補充品
營養補充品這個子行業的營業額已從1998年的30億美元增加到2001年的60億美元，增長一倍。專家估計到2010年，這個行業的年銷售額將達到100億美元，並且隨著消費者尋求具有減肥功效，以及他種促進健康的產品，這一趨勢將會繼續下去。中國國內有3,000多家營養補充品製造商，生產4,000多種不同類型的產品。國內製造商未能建立產品的品牌以及可信度，並只依賴大量廣告方式來推廣銷售。因此，大多數國內產品，由於失去消費者的信賴，往往生命週期不長。品質高的進口產品僅佔總銷售額的10％。相關公司表示，複雜的產品註冊、昂貴且耗時的認證要求、以及經驗不足、和效率低下的分銷商是常見的障礙。

## 教育與研究
中國有許多從事藥學研究的高等學府。 （請參閱中國的醫藥高等院校）